# SC Empor Rostock

Klubbmärket åren 1954–1956.

SC Empor Rostock var en sportklubb i Rostock, bildad den 11 november 1954 i dåvarande Östtyskland.
Fotbollsklubben FC Hansa Rostock var tidigare en del av Empor Rostock.
HC Empor Rostock var klubbens handbollssektion och spelade i det dåvarande Östtysklands högstadivision i handboll, både på herr- och damsidan, den bröt sig 1999 ut ur moderklubben.